# Organismos Sidirodromon Ellados

Schriftzug der Eisenbahngesellschaft am Hauptbahnhof Athen

Die Organismós Sidirodrómon Elládos (ΟΣΕ, Οργανισμός Σιδηροδρόμων Ελλάδος, Griechische Eisenbahnorganisation; früher international Chemins de fer Hellénique, CH) ist das staatliche Eisenbahninfrastrukturunternehmen in Griechenland.
Die Hauptverwaltung der OSE befindet sich in Athen.

## Geschichte

### Anfänge

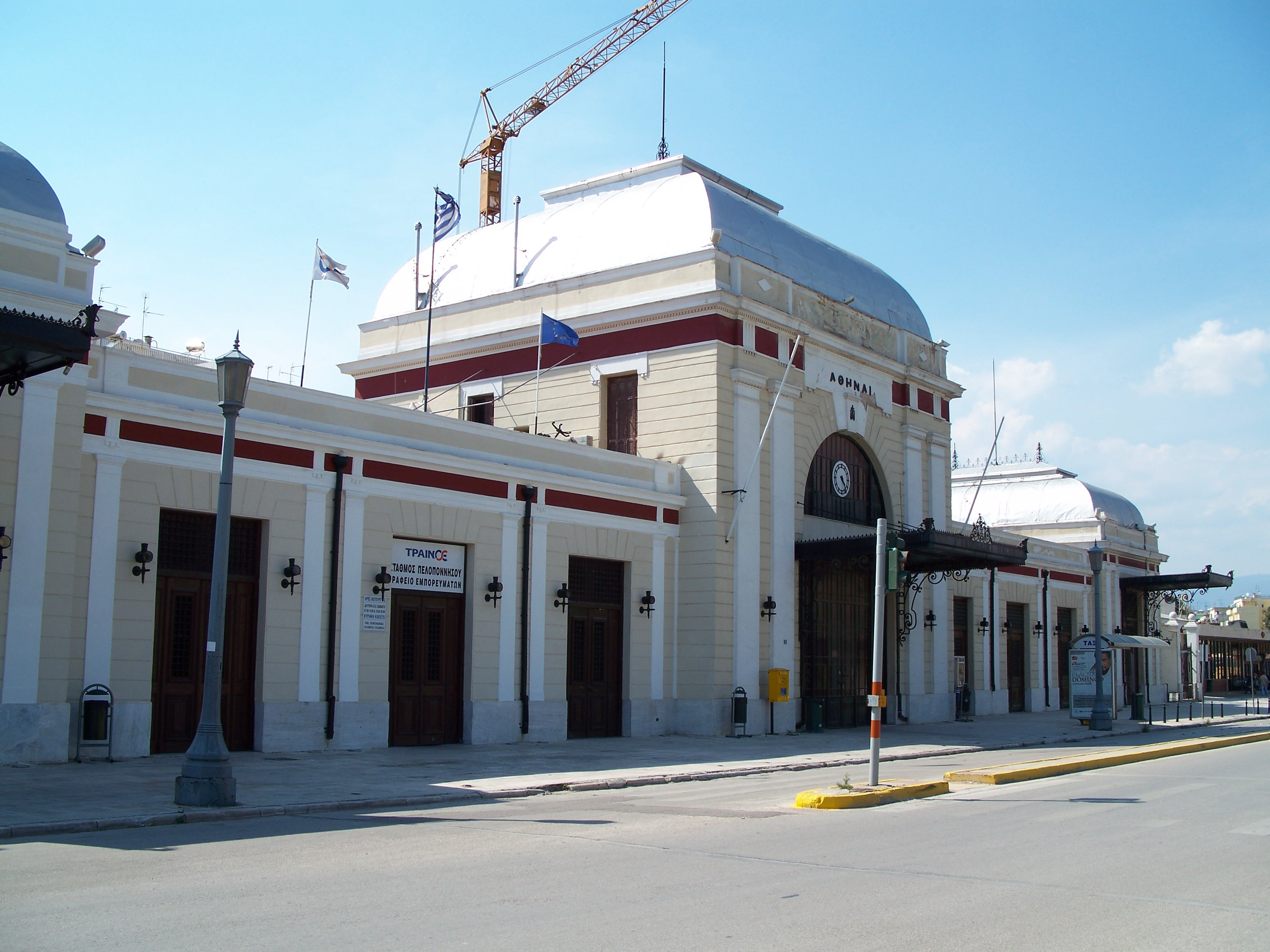
Peloponnesischer Bahnhof in Athen (Entwurf Ernst Ziller, Foto wenige Tage nach der Stilllegung 2005)

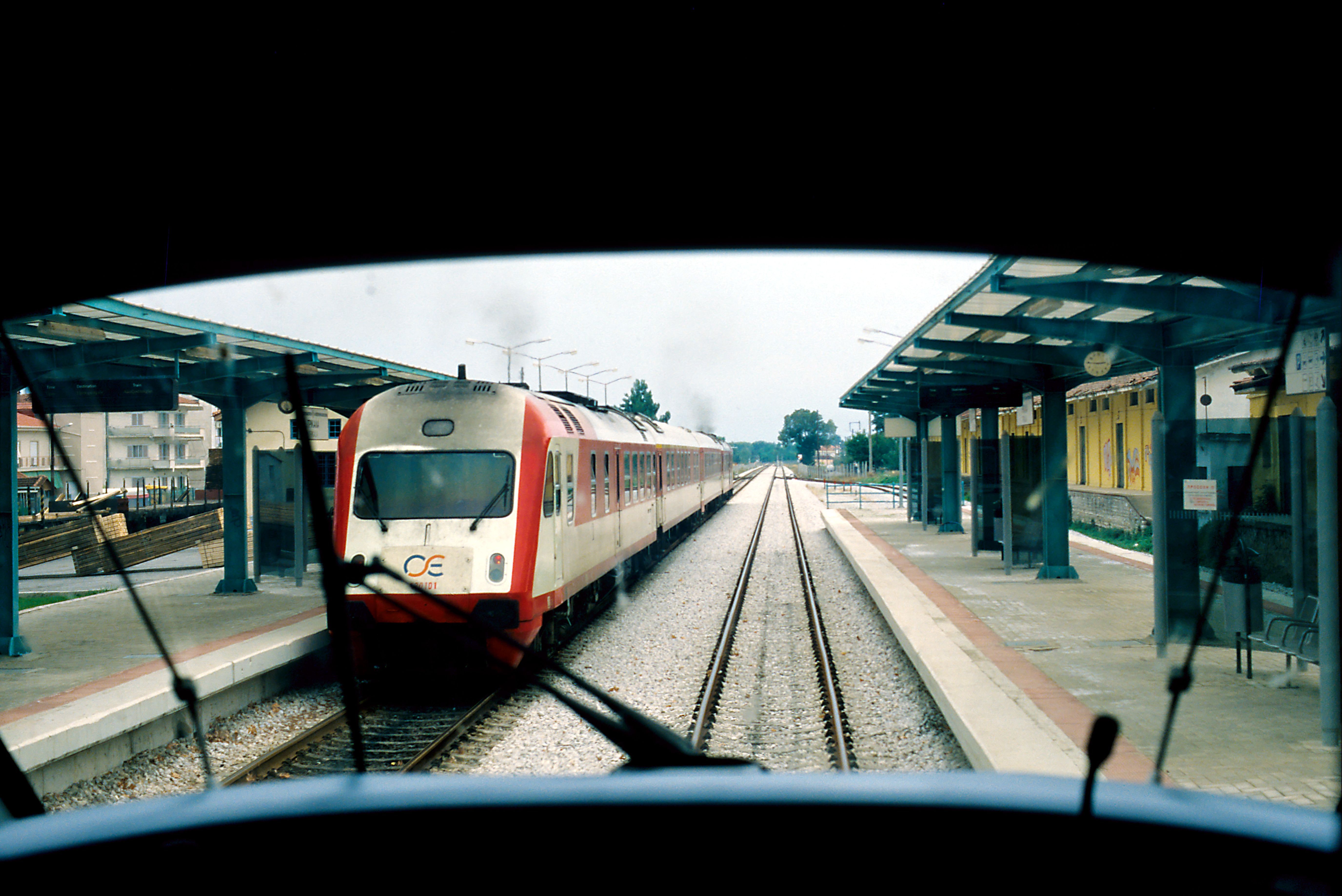
IC-Dieseltriebwagen der Baureihe 520 aus deutsch-deutscher Fertigung

1920 wurden die meisten der bisher in Griechenland tätigen Bahngesellschaften in der neugegründeten Staatsbahngesellschaft, Sidirodromoi Ellinikou Kratos (SEK) (Eisenbahnen des griechischen Staates, früher auch: international Chemins de Fer de l’État Hellénique – CEH) zusammengefasst. 
Die Besatzung Griechenlands durch Deutschland, Italien und Bulgarien während des Zweiten Weltkriegs hatte zur Folge, dass 93 % der Loks, 98 % der Personenwagen, 84 % der Güterwagen sowie weitere Bahninfrastruktur wie Brücken und Tunnel zerstört wurden.
In seinem Sammelwerk „Die Opfer Griechenlands im Zweiten Weltkrieg“ fasste der Architekt Konstantinos Doxiadis die Verluste des griechischen Bahnnetzes zusammen. So wurden alle 29 vor dem Krieg vorhandenen Brücken mit mehr als 40 m Länge während der Besatzung zerstört. Zusätzlich wurden 55 Brücken mit einer Länge zwischen 10 und 40 Metern zerstört.
Die OSE wurde dann 1973 als Nachfolgeorganisation der SEK gegründet.
1975 wurde die bis dahin noch private Bahnstrecke Piräus–Athen–Kifissia von der OSE übernommen. Mit der Übernahme wurde die Strecke defizitär, während vorher regelmäßig Dividenden an die Aktionäre der Betreibergesellschaft ausgezahlt worden waren. 1977 umfasste das griechische Eisenbahnnetz 2502 Kilometer. Davon waren 1565 Kilometer in Normalspur ausgeführt, 915 Kilometer in Meterspur und 22 Kilometer in Schmalspur (600 mm, Pilionbahn).  Bezogen auf seine Fläche hatte Griechenland eine sehr geringe Eisenbahnnetzdichte von lediglich einem Kilometer Strecke auf 52,75 km² Fläche. Auch waren lediglich drei Streckenabschnitte zweigleisig ausgebaut: Piräus–Athen–Kifisia (22 km), Athen–Inoi bzw. Oinoi (61 km) und Thessaloniki–Platy (38 km).
Mit Ausnahme der elektrifizierten Schnellbahnstrecke Piräus–Athen–Kifisia gab es ausschließlich Diesellokomotiven. Für den Gütertransport kamen sogar noch Dampflokomotiven zum Einsatz. Gleichzeitig wurde damals die Meterspurstrecke Kryoneri–Agrinio (Ätolien-Akarnanien) stillgelegt und die Strecke Volos–Milies (Magnisia) auf gelegentlichen Museumsbahnbetrieb reduziert. Damals bestanden im Personenverkehr internationale Verbindungen in die Türkei, über Jugoslawien nach Mitteleuropa und über Bulgarien und Rumänien in die Sowjetunion.
Noch in den 1970er Jahren war die Bahn jedoch ein wichtiges Verkehrsmittel für Reisen nach Mitteleuropa. Der Hellas-Express verband Athen mit Dortmund, zusätzlich fuhr der Akropolis-Express von Athen nach München. Mit dem Aufkommen preiswerter Flugverbindungen und dem Jugoslawienkrieg nahm die Bedeutung dieser Zugverbindungen rapide ab. Seit 1993 gibt es keine Direktverbindung nach Deutschland mehr. Zusätzlich wuchs die Konkurrenz durch den Flugverkehr. Zwischenzeitlich gab es wieder die Verbindungen D 401 Thessaloniki–Wien Süd und D 460 Budapest–Thessaloniki. An Bedeutung gewann auch die Strecke Thessaloniki–Istanbul, auf der einfache Züge und der komfortable Dostluk/Filia Express (IC90/IC91) verkehrten. Die parallel verlaufende Busverbindung war zwar etwas billiger, bot aber keine Schlafmöglichkeit.

### Seit 1990

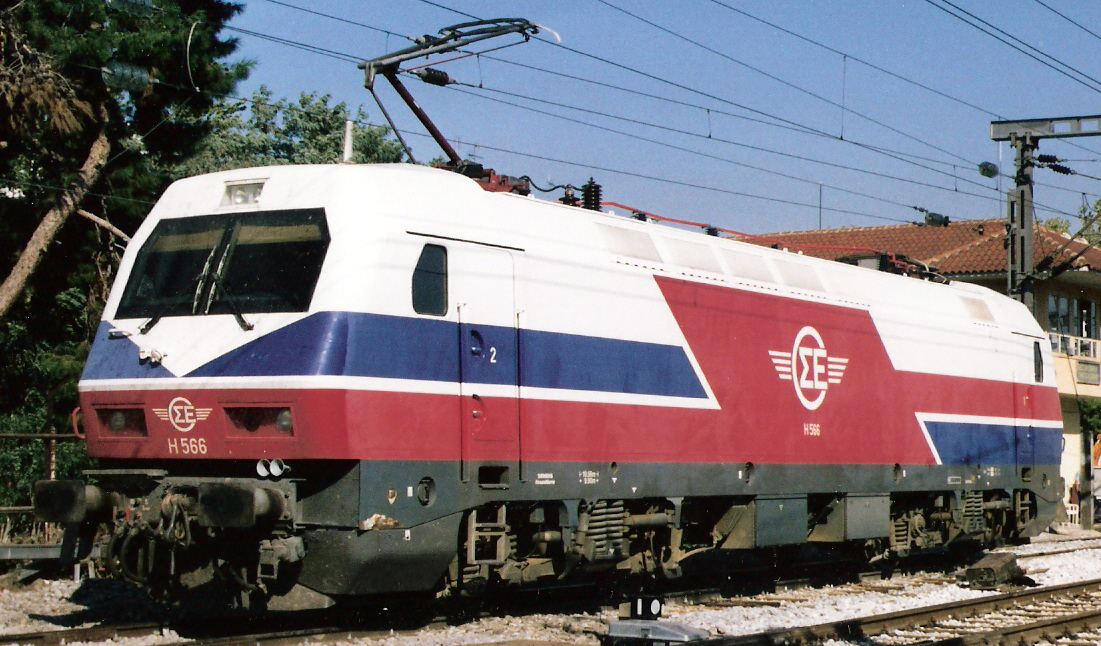
Die Elloks HellasSprinter sind ein Derivat der Siemens EuroSprinter

Im Gegensatz zu anderen europäischen Ländern nahm die Bahn in Griechenland lange Zeit als Verkehrsmittel eine Nischenrolle ein. Dies hatte zwei Gründe: Zum einen ist die Topografie des griechischen Festlandes durch Gebirge geprägt. Bahnbau fordert hier erhebliche Investitionen. Zum anderen liegen viele bedeutende Zentren, besonders des Fremdenverkehrs, ohnehin auf Inseln. Die ambitionierten Planungen zur Anbindung der bislang nicht von Eisenbahnen bedienten Landesteile, insbesondere im Westen des Landes, wurden bislang nicht realisiert. Die Ausbauplanung konzentrierte sich nach 1990 auf die Fernstrecke Korinth–Athen–Thessaloniki und auf den Schienenverkehr in den beiden großen Ballungsräumen des Landes. Die großen Modernisierungsmaßnahmen umfassten Streckenelektrifizierungen, die Athener S-Bahn, die Umspurung von Strecken der Schmalspur auf Normalspur und die Steigerung der Höchstgeschwindigkeit auf bis zu 200 km/h.
Im Februar 2011 wurden alle verbliebenen Auslandsverbindungen (ein Reisezugpaar von Thessaloniki nach Istanbul, ein Zugpaar nach Skopje und drei Zugpaare nach Sofia, davon eines bis Bukarest) aus wirtschaftlichen Gründen bis auf weiteres eingestellt. Am 12. Mai 2014 wurde der planmäßige Personenverkehr mit einer Kurswagengruppe von Thessaloniki nach Sofia sowie einem Zugpaar von Thessaloniki nach Belgrad über Skopje wieder aufgenommen.

### Ausbaupläne

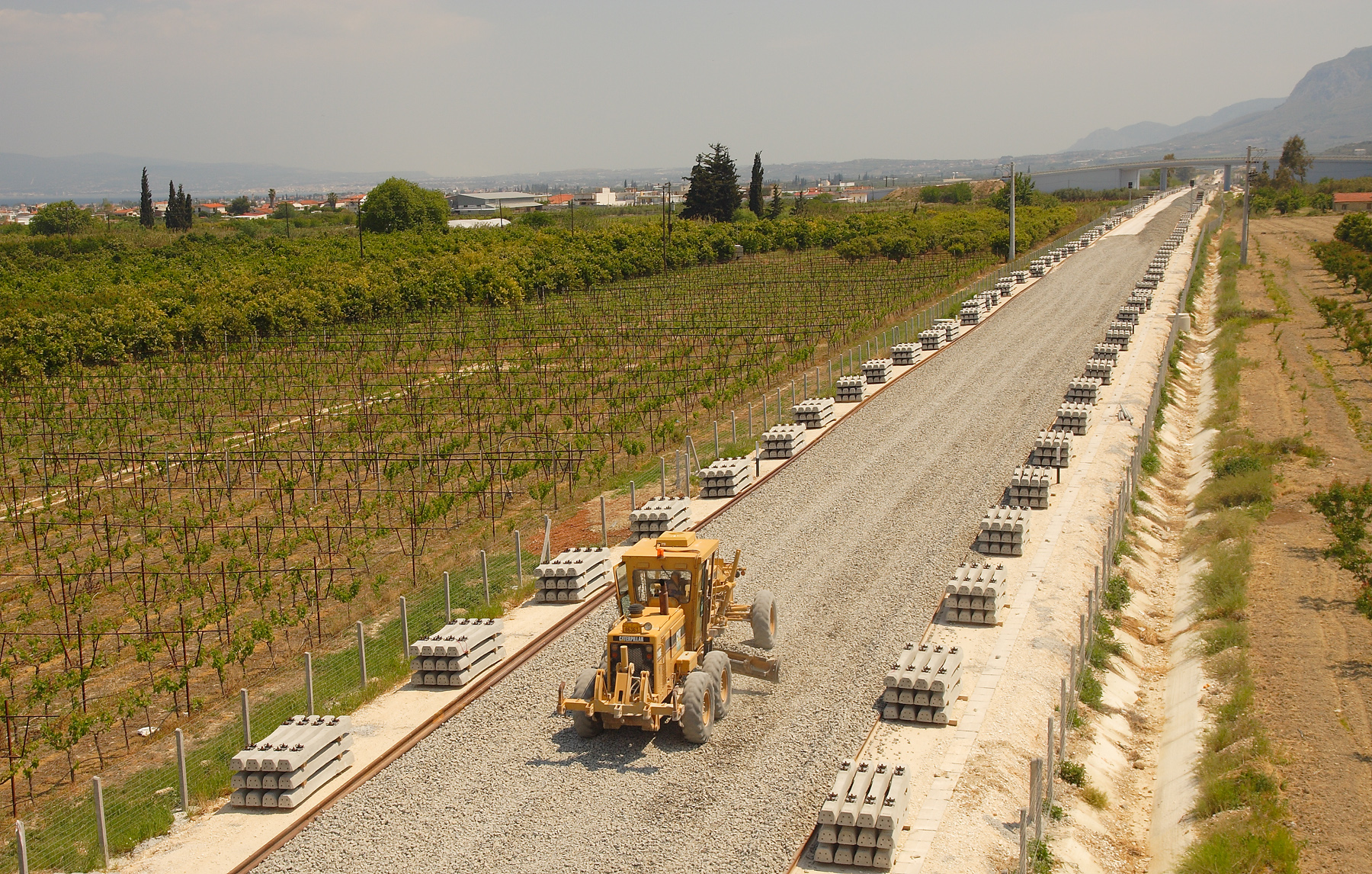
Neubau der Normalspurstrecke Korinth–Patras bei Vrachati.

Der intensive Ausbau der Vorortbahnen um Athen hat die Bahn neben der Metro zu einem Standbein des Athener öffentlichen Nahverkehrs gemacht. Wichtige Strecken des Fernverkehrs, wie Korinth–Patras und Athen–Thessaloniki werden ausgebaut. Bis Ende des Jahrzehnts sollte der Ausbau der PATHE-Achse (Patras–Athen–Thessaloniki–Idomeni) fertiggestellt sein; die Strecke sollte dann durchgängig zweigleisig elektrifiziert mit 200 km/h befahrbar sein.
Am 20. Mai 2019 wurde der elektrische Betrieb zwischen Athen und Thessaloniki aufgenommen, die schnellste Verbindung benötigt jetzt knapp 4 Stunden für etwa 500 km, zuvor waren es noch 5:30 Stunden. Die Strecke nach Patras ersetzt die bisherige Meterspurstrecke, die mit Ausnahme eines kurzen Abschnitts im Vorortverkehr von Patras seit 2011 stillgelegt ist. Seit Juni 2020 ist die Strecke bis Egio in Betrieb. Für den restlichen Abschnitt bis Patras war eine Fertigstellung bis 2023 angekündigt, jedoch ist bislang noch keine endgültige Trassenführung im Stadtbereich von Patras festgelegt worden.
Dagegen wird die Anbindung Nordwestgriechenlands an das Schienennetz noch auf sich warten lassen, zumal die Kosten-Nutzen-Relation sehr schlecht ist (aufgrund der gebirgigen Topografie und der dünnen Besiedlung) und das Projekt eher symbolischen Charakter hat.

### Teilprivatisierung
Um eine Teilprivatisierung der OSE zu ermöglichen, wurde der Bereich des Verkehrs als – zunächst nur rechtlich – eigenständiges Eisenbahnverkehrsunternehmen 2005 als Tochtergesellschaft aus der OSE ausgegründet und TrainOSE benannt. Am 18. Januar 2017 wurde TrainOSE für 45 Mio. Euro an die italienische Staatsbahn Ferrovie dello Stato Italiane (FS) verkauft. Der Eigentumsübergang erfolgte zum 14. September 2017. Der Personen- und Güterverkehr wird von der TrainOSE durchgeführt. Dabei blieben die Eisenbahnfahrzeuge von der Privatisierung ausgenommen. Sie wurden in eine eigene Gesellschaft ausgegliedert, die Eigentümerin der 1160 Eisenbahnfahrzeuge ist, und nicht privatisiert wurde. 2021 wurde TrainOSE in Hellenic Train umbenannt. In Folge des Übergangs der Hellenic Train an die FS kommen seit dem 15. Mai 2022 renovierte, ehemalige italienische Elektrotriebwagen mit Neigetechnik der Baureihe ETR 470 zwischen Athen und Thessaloniki im hochwertigen Schnellverkehr zum Einsatz.

### Eisenbahnunfall von Tembi
Der Eisenbahnunfall von Tembi ereignete sich am 28. Februar 2023 auf der Eisenbahnstrecke von Athen nach Thessaloniki. Bei dem bislang schwersten Eisenbahnunfall der Geschichte Griechenlands verunglückten mindestens 57 Personen tödlich, 25 erlitten schwere Verletzungen. Es kam dabei zum Zusammenstoß des Personenzugs mit einem entgegenkommenden Güterzug.

## Streckennetz

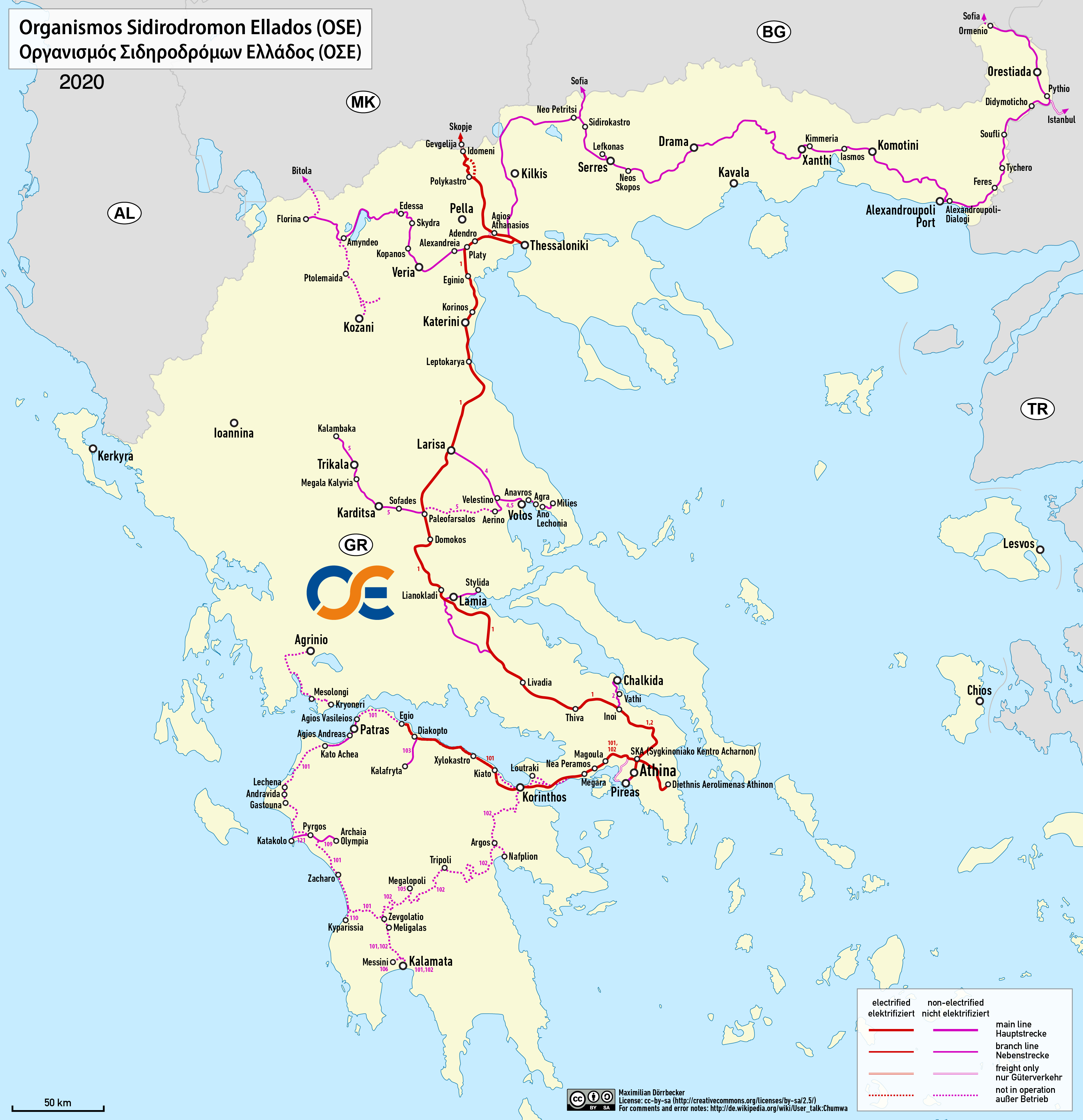
Karte des griechischen Streckennetzes

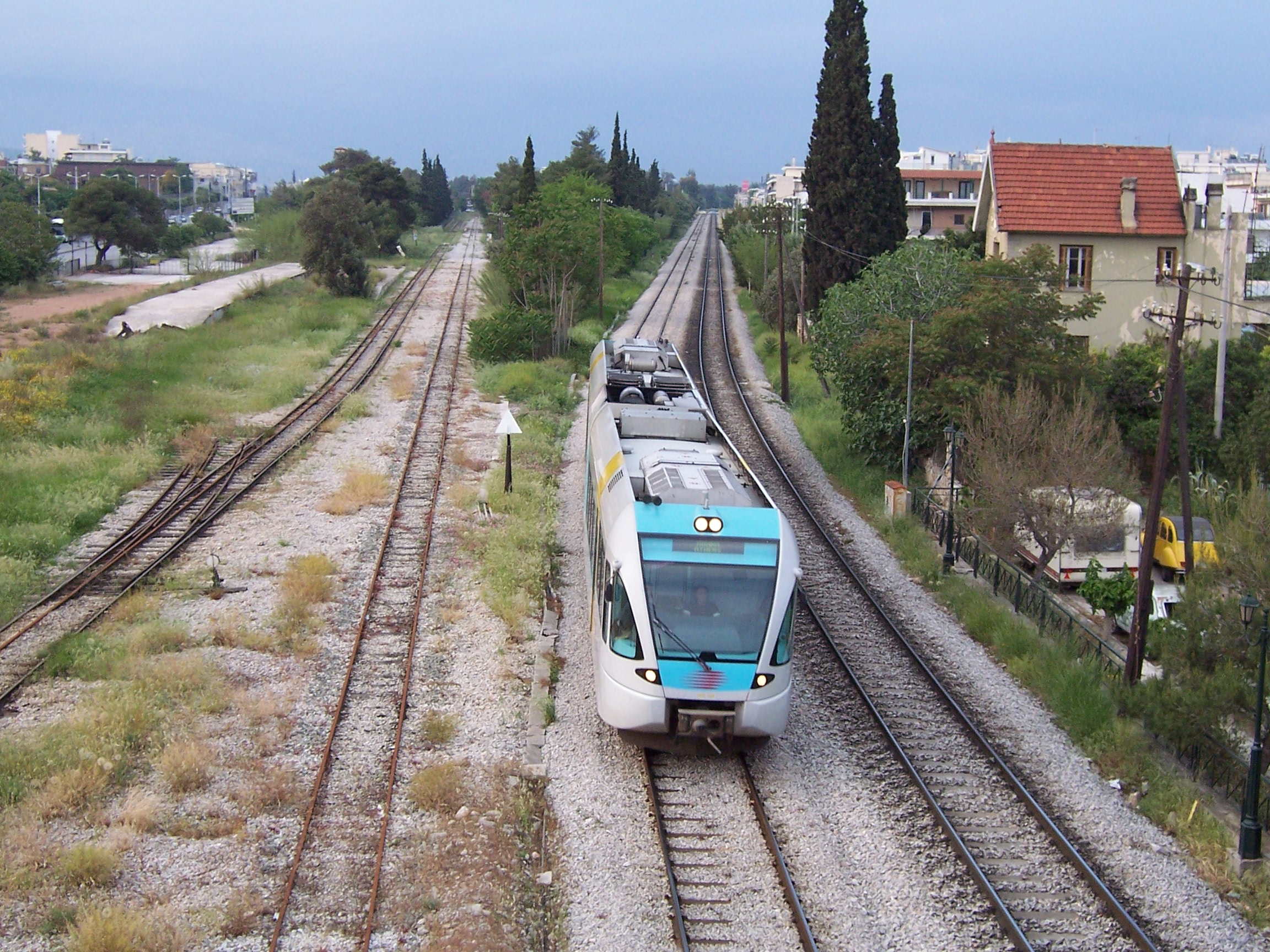
Bild der Eisenbahnstrecken bei Agii Anarjiri im Norden von Athen. Links die Meterspurstrecke (alt) in Richtung Kórinth, rechts die Regelspurstrecke zum neuen Hauptbahnhof SKA.

Das Streckennetz der OSE erstreckt sich über die Peloponnes, Zentralgriechenland, Makedonien und Westthrakien. Auf den griechischen Inseln gibt es keine Eisenbahnstrecken.
Von der Meterspurbahn sind auf der Peloponnes heute nur noch zwei Teilstrecken in Betrieb, die Vorortbahn von Patras zwischen Agios Vasileios und Agios Andreas, und die Verbindung Katakolo–Olympia. Die Meterspurstrecke Piräus–Athen–Korinth wurde 2005 durch eine neu trassierte Normalspurstrecke ersetzt, die 2007 bis Kiato und 2020 bis Rhododaphni erweitert wurde. Der ganz überwiegende Teil des griechischen Netzes ist so heute regelspurig.

### Regelspur
- Die Bahnstrecke Piräus–Thessaloniki, die griechische Magistrale, wurde seit den 1990er Jahren auf einen für Fernstrecken zeitgemäßen Standard ausgebaut, wobei ein zweites Gleis verlegt, die Strecke elektrifiziert und mit aktueller Sicherungstechnik ausgerüstet wurde. Vorher entsprach die technische Ausrüstung auf langen Abschnitten einer Nebenbahn. In mehreren Abschnitten, insbesondere in Thessalien, wurde die bogenreiche Strecke komplett neu trassiert. Die Strecke durch das Tempe-Tal wurde von einem Tunnel ersetzt. Die Gebirgsübergänge zwischen Domokos und Lianokladi und Lianokladi und Tithorea gingen im Februar 2018 in Betrieb.[15]

- Die Bahnstrecke Thessaloniki–Idomeni setzt diese griechische Hauptstrecke ins Nachbarland Nordmazedonien, nach Serbien und Mitteleuropa fort. Die Strecke wurde 1872 in Betrieb genommen, als Teil der osmanischen Bahnstrecke nach Mitrovica im Kosovo. Nach 1990 wurde sie als erster Abschnitt der Hauptverbindungsachse Idomeni–Thessaloniki–Athen elektrifiziert. Seit September 2005 wird diese Strecke überwiegend von Elektrolokomotiven befahren. Der Reiseverkehr beschränkt sich heute allerdings auf einen Zug je Richtung – und das nur in der Sommersaison (Stand 2020).

- Die Bahnstrecke Thessaloniki–Alexandroupoli ist die Ost-West-Eisenbahnachse in Nordgriechenland. Ihre Trassierung stammt noch aus osmanischer Zeit. Die Pläne einer durchgehenden Modernisierung sind eher vage. Lediglich der Abschnitt zwischen Thessaloniki und dem Grenzbahnhof Promachonas zu Bulgarien wurde in den 1990er Jahren mit Hilfe der EU auf modernen technischen Stand gebracht, da dies die einzige Eisenbahnverbindung zwischen Mitteleuropa und Griechenland war, mit der das damals in Bürgerkriegen zerfallende ehemalige Jugoslawien umfahren werden konnte.
  - Abzweigend von der vorgenannten Strecke gab es eine inzwischen stillgelegte Strecke Nea Zihini–Amfipoli Limani.

- Östlich an die Strecke Thessaloniki–Alexandroupoli schließt sich die Bahnstrecke Alexandroupoli–Pythio an, die den Anschluss an das türkische Eisenbahnnetz herstellte. Der grenzüberschreitende Streckenabschnitt ist jedoch nicht mehr in Betrieb (Stand: 2020).

- Nördlich wiederum daran schließt sich der griechische Abschnitt der Bahnstrecke İstanbul Sirkeci–Swilengrad an, der zweite griechische Eisenbahn-Grenzübergang nach Bulgarien. Durch den die ursprüngliche Strecke nach dem Ersten Weltkrieg mehrfach schneidenden Grenzverlauf zur Türkei gibt es hier eine komplexe Geschichte des Grenzverkehrs und des Streckenumbaus auf beiden Seiten. Heute verkehrt zwischen Alexandroupoli und dem griechischen Grenzbahnhof Ormenio ein Personenzug täglich je Richtung (Stand 2020).

- Die Bahnstrecke Paleofarsalos–Kalambaka wurde zwischen 1884 und 1886 von den Thessalischen Eisenbahnen in Meterspur errichtet, bis 2001 auf Regelspur umgebaut und dabei großräumig neu trassiert. Die Bahnhöfe Paleofarsalos, Karditsa, Trikala und Kalambaka sowie die letzten Streckenkilometer vor Kalambaka wurden unter weitgehender Nutzung der Hochbauten in alter Lage belassen. In Vorbereitung auf eine allfällige Verlängerung nach Ioánnina und Igumenítsa wurde schwerer Oberbau mit Schienen der Form UIC 60 verlegt. Wann der Weiterbau in Richtung Westen, der in der Geschichte der griechischen Eisenbahnen bereits mehrmals vorgesehen war, realisiert wird, ist aber unklar.

- Die Bahnstrecke Larisa–Volos wurde zwischen 1884 und 1886 von den Thessalischen Eisenbahnen in Betrieb genommen. 1960 wurde die Strecke auf Regelspur umgebaut und Volos so neigungsarm an die Hauptstrecke Athen–Thessaloniki angeschlossen. Im Bahnhof Velestino trifft sie auf die stillgelegte Meterspurstrecke von Paleofarsalos.

- Die Strecke (Thessaloniki–)Platy–Florina zweigt in Platy von der Magistrale Thessaloniki–Athen ab. Sie ist überwiegend Teil der historischen Strecke von Thessaloniki nach Bitola, Nordmazedonien, (damals: Saloniki–Monastir). Sie wurde 1894 von der Chemins de fer Orientaux (CO) und noch im Osmanischen Reich in Betrieb genommen. 1931 wurde ein 5,5 Kilometer lange Abzweig von Armenochori (heute: Mesonisi) nach Florina gebaut, der heute den Abschluss der Strecke darstellt. Die Strecke war von 2002 bis 2007 ab Edessa in Richtung Westen für Erneuerungsarbeiten unterbrochen.
  - Die Strecke Mesonisi–Neos Kafkasos(–Nordmazedonien) ist ebenfalls Teil der historischen Strecke von Saloniki nach Monastir. Der grenzüberschreitende Verkehr auf der ehemaligen Hauptstrecke wurde Anfang der 1990er Jahre im Zusammenhang mit den problematischen Beziehungen zwischen Griechenland und Nordmazedonien (Streit um den Namen Mazedonien) eingestellt, eine Zeit lang wurde der Grenzbahnhof Neos Kafkasos im Binnenverkehr noch angefahren. Heute ist die Strecke ganz stillgelegt, obwohl sie zwischenzeitlich erneuert wurde.

- Die Bahnstrecke Amindeo–Kozani diente überwiegend der Abfuhr der Produktion von Braunkohlegruben. Hier findet nur Güterverkehr statt. Durch die Ausweitung des Braunkohle-Tagebaus ist diese Strecke inzwischen kurz nach Ptolemaida unterbrochen.

- Die Bahnstrecke Athen–Patras ist eine zweigleisige Neubaustrecke, die unabhängig von der alten Meterspurstrecke für hohe Geschwindigkeiten trassiert ist. Die Bahnhöfe liegen deshalb meist ungünstiger zu den Siedlungen als die der alten Meterspurbahn. Der westliche Teil der Strecke befindet sich noch im Bau. Seit 2020 wird sie bis Egio (Aegion) befahren.[16]

Mit Eröffnung der neuen Strecken zum Athener Flughafen 2003 wurden die Nahverkehrs- oder S-Bahnstrecken in das weitestgehend autarke Unternehmen Proastiakos ausgegliedert, das anschließend wiederum in die Eisenbahnverkehrsgesellschaft TrainOSE eingegliedert wurde. Diese betreibt nun neben den Fernverkehrsstrecken auch die Strecken von Kiato bis zum Flughafen Athen, von Piräus bis Ano Liosia sowie die 2007 errichtete S-Bahn Thessaloniki von Thessaloniki bis Larisa.

### Meterspur

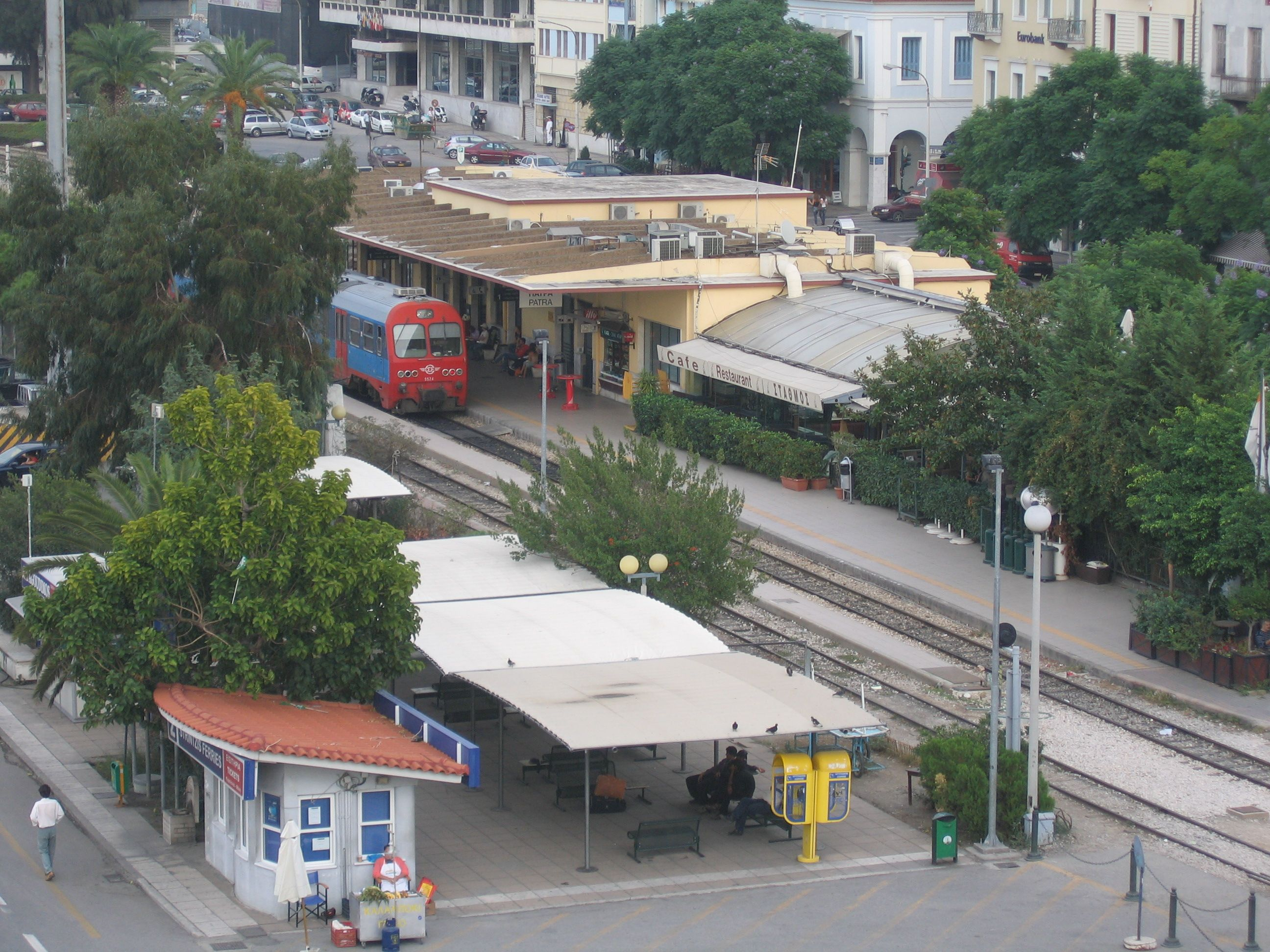
Bahnhof Patras

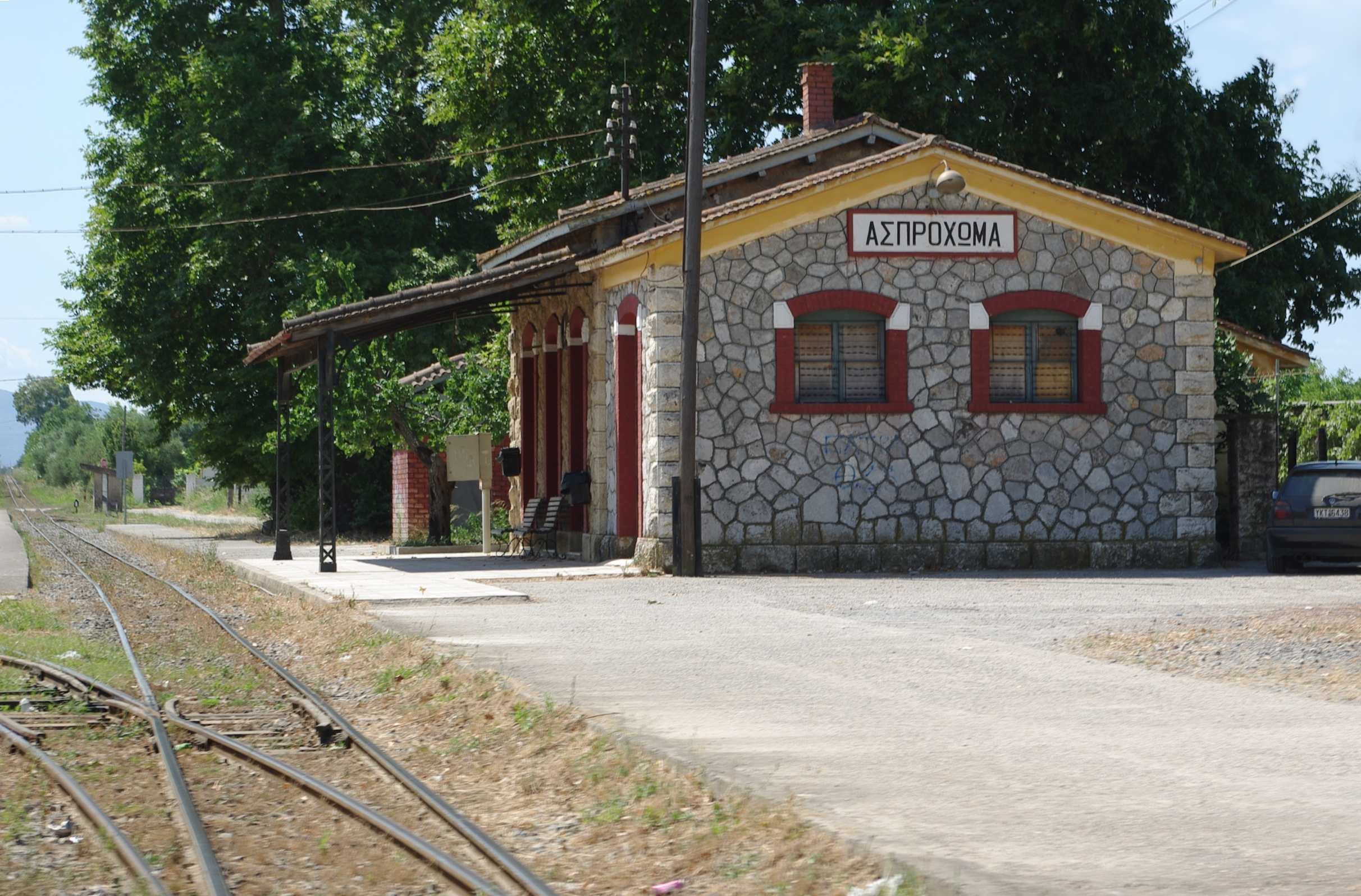
Bahnhof Asprochoma

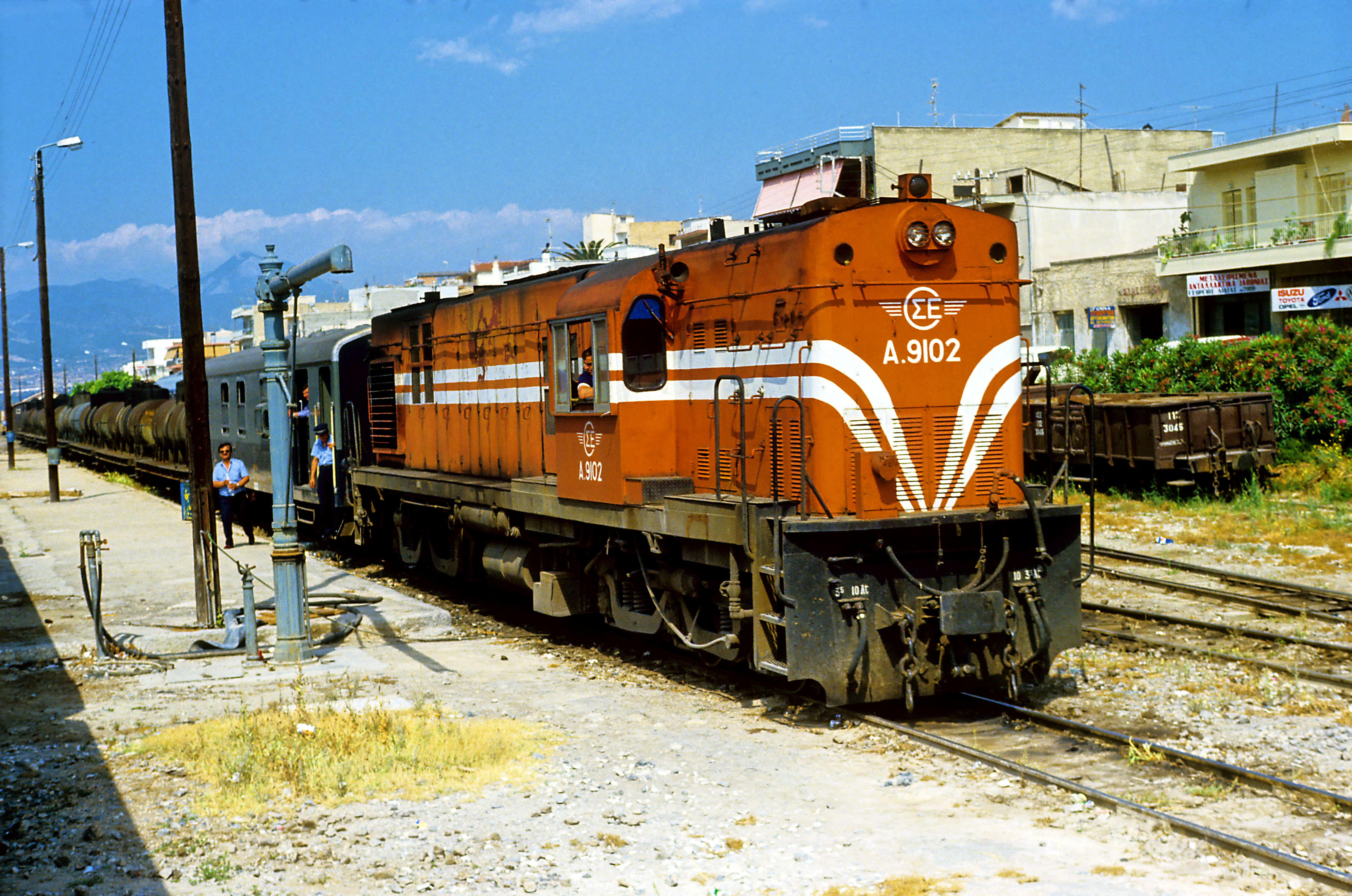
Dieselelektrische ALCO-Lokomotive der Peloponnesbahnen im alten Bahnhof Kórinthos

Der ganz überwiegende Teil des griechischen Meterspurnetzes befand sich auf der Peloponnes. Es wurde ab dem Ende des 19. Jahrhunderts von der Sidirodromi Pireos–Athinon–Peloponnissou (SPAP) aufgebaut. Das Netz bestand aus den seit 2011 ganz überwiegend stillgelegten Strecken:
- Die Bahnstrecke Piräus–Patras verlief vom Großraum Athen kommend entlang der Nordküste der Peloponnes. Über sie war die Region an das europäische Eisenbahnnetz angebunden. Seit Mai 2018 wird nur noch der Abschnitt von Rio bis zum Bahnhof Agios Andreas in Patras mit Vorortzügen befahren.
- Die Bahnstrecke Patras–Zevgolatio ist ebenfalls überwiegend seit Januar 2011 außer Betrieb. Eine Reaktivierung bis Pirgos soll aus Regionalisierungsmitteln erfolgen. Am 6. Mai 2019 fanden erste Probefahrten auf der Meterspurstrecke Patras–Kato Achaia (21 Kilometer Länge) statt,[17] die Verkehrsaufnahme erfolgte im Februar 2020.[18] Die Bahnstrecke Patras–Zevgolatio weist folgende Zweigstrecke auf:
  - Kavassila–Kyllini und
    - Vartholomio–Loutra wurde 1891 von den Eisenbahnen des Peloponnes in Betrieb genommen. Die Teilstrecke Vartholomio–Loutra Kyllinis wurde 1969 und die Teilstrecke Kavasila–Kyllini 1985 stillgelegt.

  - Pyrgos–Katakolo (noch in Betrieb),
  - Alfios–Olympia (noch in Betrieb) und
  - Kalonero–Kyparissia
- Bahnstrecke Korinth–Kalamata, eine aufwändige Bergstrecke. Der Abschnitt Korinth (neuer Bahnhof)–Tripoli war nach vollständiger Sanierung seit Sommer 2009 wieder in Betrieb, die Sanierung der Strecke im weiteren Verlauf nach Kalamata wurde Ende 2009 abgeschlossen, sie wurde jedoch nie wiedereröffnet. Seit Januar 2011 ist die komplette Strecke außer Betrieb.
  - Argos–Nafplio. Diese Stichstrecke in der Argolis wurde in den 1960er Jahren geschlossen, dann aber mit neuem Endpunkt am Hafen von Náfplio 2005 nach einer Grundsanierung wiedereröffnet. Seit Januar 2011 ist sie ebenfalls außer Betrieb.
  - Lefkro–Megalopoli
  - Die Verbindung Kalamata–Messini wurde seit Sommer 2008 als „S-Bahn“ im Stundentakt betrieben. Diese Vorortbahn wurde ergänzt durch die Linie Kalamata–Asprochoma–TEI (eine Fachhochschule und neues Krankenhaus). Auch dieser Verkehr wurde 2011 eingestellt. In den Jahren 2014 und 2015 wurde anlässlich des Volksfestes in Messini jeweils für wenige Tage ein Eisenbahnverkehr angeboten.
- Ein weiteres Meterspurnetz war die Nordwestbahn, die Bahnstrecke Kryoneri–Agrinio, die über ein Trajekt nach Patras über den Golf von Korinth an das Meterspurnetz der Peloponnes angeschlossen war. Sie wurde schon 1971 stillgelegt.
- Die Bahnstrecke Athen–Lavrio (Attikabahn) wurde zwischen 1883 und 1885 von den Attischen Eisenbahnen (Sidirodromi Attiki) in Betrieb genommen, die 1930 von der SPAP übernommen wurden. Diese schlossen sie 1931 bei in Agioi Anargyroi an ihr eigenes Netz, die Bahnen der Peloponnes, an. Seitdem wurde Lavrio von Piräus aus angefahren. Die Teilstrecke Omonoia–Kifisia wurde 1938 stillgelegt, bis 1957 zweigleisig auf Normalspur ausgebaut und elektrifiziert; sie besteht bis heute in dieser Form als Teil der Linie 1 der Athener U-Bahn. Die Teilstrecke von Agioi Anargyroi bis Lavrio wurde 1957 stillgelegt. Es war geplant, sie 2012 mit neuer Trassierung in Normalspur zu eröffnen. Dies ist jedoch bis heute nicht geschehen, obwohl beim Bau der Neubaustrecke zum Flughafen die Abzweigweichen bereits eingebaut wurden. Auf einem kleinen Abschnitt der alten Schmalspurstrecke findet heute gelegentlicher Museumsbetrieb statt. In den ehemaligen Bahnhöfen von Lavrio und Markopoulo sind Fahrzeuge der Bahn aufgestellt, die sich jedoch 2015 in einem erbärmlichen Zustand befanden.
  - Lavrio–Agios Konstantinos. Von den Erzhütten in Lavrio führte eine Güterbahn zu den Bergwerken in dem ca. fünf Kilometer entfernten Agios Konstantinos. Wegen des großen Höhenunterschiedes wurde die Strecke mit großen Schleifen trassiert, so dass sie ungefähr doppelt so lang war wie die Luftlinie. Ein großer Teil der Trasse einschließlich des Tunnels bei Agios Konstantinos ist heute noch begehbar. Lediglich in der Nähe des Hochkamins von Lavrio wurde sie auf ca. 300 Metern unter einer Mülldeponie verschüttet.

Die Bahnstrecke Paleofarsalos–Volos ist noch vorhanden, aber nicht mehr im Regelbetrieb. Zwischen den Bahnhöfen Velestino und Aerino findet gelegentlich Museumsbetrieb statt.

### Weitere Schmalspurstrecken
- Pilionbahn (600 mm). Die 28 Kilometer lange Strecke wurde 1895 von Volos bis Ano Lechonia und 1903 von Ano Lechonia bis Milies von den Thessalischen Eisenbahnen in Betrieb genommen. Bis 1933 verkehrte auf den Gleisen vom Bahnhof Volos bis zum Vorort Anavros eine dampfbetriebene Straßenbahn. 1971 wurde die gesamte Strecke stillgelegt; seit 1996 findet auf der Teilstrecke Ano Lechonia–Milies und seit 2004 auch auf der Teilstrecke Anavros–Agria Museumsbetrieb statt.

- Die Bahnstrecke Diakopto–Kalavryta (750 mm) wurde als gemischter Adhäsions- und Zahnradbetrieb mit 750 mm Spurweite gebaut. Sie durchquert die Vouraikos-Schlucht, ist eine Touristenattraktion, darüber hinaus aber heute ohne verkehrliche Bedeutung.

## Sonstige Aktivitäten

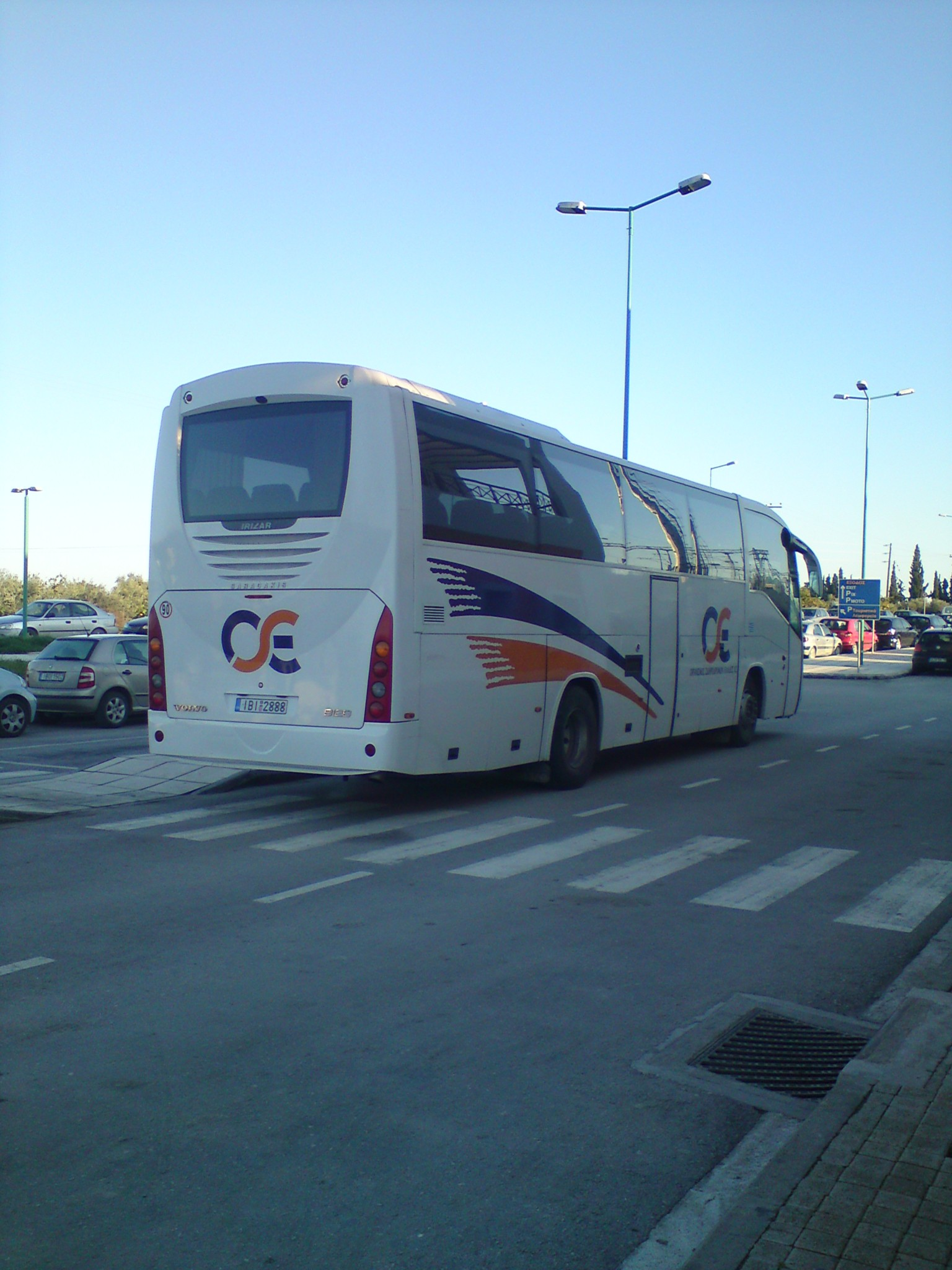
Bus der OSE

Die OSE betreibt zwar keine Buslinien, unterhält aber eine Flotte an Reisebussen, die für Schienenersatzverkehre genutzt werden und auch im Rahmen von Paketangeboten (etwa Fahrten zu Sehenswürdigkeiten) im Einsatz sind.
Im früheren Lokschuppen der Peloponnesbahn in Piräus befindet sich das Eisenbahnmuseum Athen, welches von der OSE unterhalten wird.